# Chaîne Alexandra
La chaîne Alexandra (en anglais : Alexandra Mountains) est un massif montagneux du nord de la terre du Roi-Édouard-VII, en Antarctique.
C'est un groupe de montagnes basses et séparées, juste au sud-ouest de la baie Sulzberger en Terre Marie Byrd. Découverte en janvier-février 1902 par l'expédition Discovery lors d'une croisière exploratoire du Discovery le long de la barrière de Ross, la chaîne est nommée en l'honneur d'Alexandra, alors reine du Royaume-Uni.

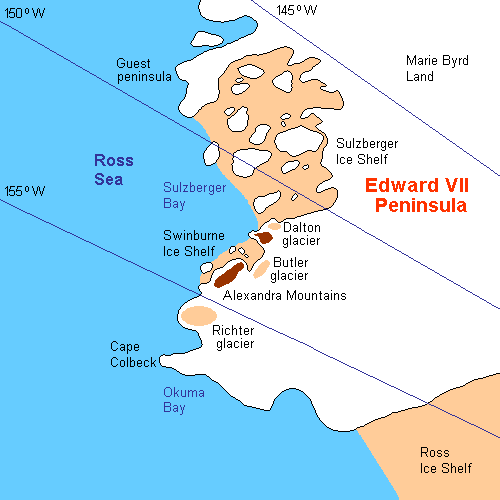
Carte de la terre du Roi-Édouard-VII avec la chaîne Alexandra au centre.